# Gorizont 28
O Gorizont 28 (também conhecido por Gorizont 40L) foi um satélite de comunicação geoestacionário russo da série Gorizont construído pela NPO PM. Ele esteve localizado na posição orbital de 40 graus de longitude leste e era operado pela RSCC (Kosmicheskiya Svyaz). O satélite foi baseado na plataforma KAUR-3 e sua expectativa de vida útil era de 3 anos. O mesmo saiu de serviço em setembro de 2008 e foi transferido para uma órbita mais alta. Este satélite herdou o nome do Gorizont 39L que foi perdido após uma falha do veículo de lançamento, e que se tivesse obtido sucesso no lançamento receberia o nome Gorizont 28. 

## Lançamento
O satélite foi lançado com sucesso ao espaço no dia 28 de outubro de 1993, às 15:17 UTC, por meio de um veículo Proton-K/Blok-DM-2, lançado a partir do Cosmódromo de Baikonur, no Cazaquistão. Ele tinha uma massa de lançamento de 2.300 kg.

## Capacidade
O Gorizont 28 era equipado com 6 transponders em banda C e um em banda Ku.